# Abejarones de Arriba y Abajo
Abejarones de Arriba y Abajo es un despoblado español situado en el centro de la provincia de Badajoz, en el término municipal de Oliva de Mérida. Está formado por un conjunto de cortijos situados a 17 kilómetros de la capital municipal, a una altitud de 450 m s. n. m.
El despoblado se ubica junto al río de San Juan, escasos kilómetros río arriba del embalse de la Garza, y al norte de la carretera que une Valle de la Serena con Puebla de la Reina. En el área se encuentran cortijos como Cahozo, Pedruégano y La Bermeja.
Figura como entidad singular de población en el Nomenclátor del INE y entre 2008 y 2014 tenía un habitante.